# پیپت صخره‌ای اروپایی

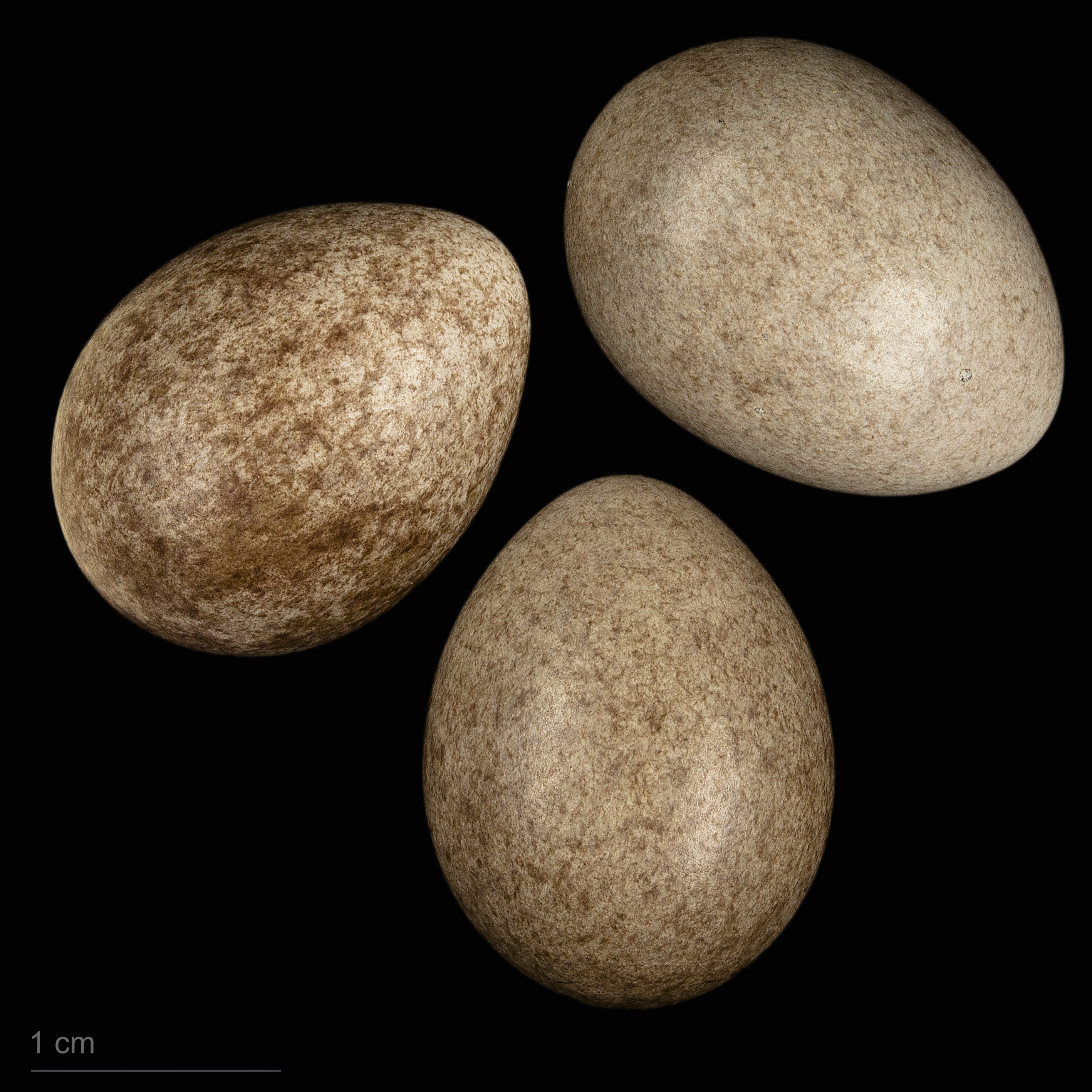
Anthus petrosus

پیپت صخره‌ای اروپایی (نام علمی: Anthus petrosus) نام یک گونه از سرده پیپت‌ها است. این گونه در سراسر سواحل صخره‌ای اروپا، از شمال نروژ تا مدیترانه، و همچنین در شمال آفریقا یافت می‌شود.
پیپت صخره‌ای اروپایی پرنده‌ای نسبتاً کوچک است که طول آن حدود ۱۵ سانتی‌متر و گستردگی دوسر بال آن حدود ۲۳ سانتی‌متر است. رنگ آن خاکستری مایل به قهوه‌ای با زیرتنه رگه‌دار و خط چشمی کم‌رنگ است. نوک آن نازک و تیز و پاهایش مایل به خاکستری است.
پیپت صخره‌ای اروپایی از حشرات، سخت‌پوستان و نرم‌تنان کوچک تغذیه می‌کند که با کاوش در شکاف‌ها و حوضچه‌های سنگی در امتداد ساحل آنها را پیدا می‌کند. همچنین شناخته شده‌است که در زمستان از دانه‌ها و انواع توت‌ها تغذیه می‌کند.
پیپت صخره‌ای اروپایی در صخره‌های ساحلی و سواحل سنگی تولیدمثل می‌کند و ۳ تا ۵ تخم در یک لانه فنجانی که از علف و خزه ساخته شده‌است می‌گذارد. این یک گونه ساکن در محدوده خود است، برخی از پرندگان در تمام طول سال در مناطق تولیدمثلی خود می‌مانند، درحالی‌که برخی دیگر بسته به فصل در محدوده خود حرکت می‌کنند.